# Late Afternoon
Late Afternoon é um filme de animação irlandês de 2018 dirigido e escrito por Louise Bagnall. O filme retrata uma mulher idosa com demência e as experiências de lembrança de memórias do passado. Como reconhecimento, foi nomeado ao Óscar 2019 na categoria de Melhor Animação em Curta-metragem.